# کنیسه یهودیان سنندج
کنیسه یهودیان سنندج یکی از بناهای متعلق به دوران قاجاریه در این شهر است. این کنیسه به شماره ۲۶۹۷۹ در فهرست آثار ملی کشور به ثبت رسیده است.

## تاریخ ساخت
تاریخ ساخت بنا متعلق به اوایل دوره قاجاریه و تقریباً در اوان شکل‌گیری بافت شهری سنندج می‌باشدو در محدوده بلوار نمکی و خ انقلاب در محله اقلیت‌نشین وقت اغه زمان قرار دارد.

## گشتی در کنیسه یهودیان سنندج
پس از گذشتن از کوچه‌های باریک و پر پیچ و خم م اغه زمان به بنایی ساده و بدون تزیینات خاص از نمای بیرونی می‌رسیم که تشخیص کاربری ان با توجه به مقتضیات زمان ساخت بنا و دلایل امنیتی اقلیت‌های مشکل وانمود می‌کند پس از عبور از سر درب ساده بنای مذکور وارد حیاط مستطیل شکل با کف فرش موزاییکی می‌شویم که طاق نماهای زیبای دیوارهای اطراف ان حوض و چند عدد درخت بزرگ داخل ان جلوه و تقدس خاصی به بنا بخشیده است پس از عبور از حیاط وارد قسمت اصلی بنا و به عبارتی تنها فضای اعیانی ان می‌شویم که شبستانی با ۱۶ ستون چوبی با حداکثر ارتفاع ۳ متر و سقف مسطح چوبی می‌باشد که به دلایل مختلف عقیدتی و آداب نیایش مذهبی به وسیلهٔ یک درب پنجره چوبی داخلی به دو قسمت تقسیم شده‌است از عناصر جالب توجه داخلی می‌توان به نوع ردیف طاقچه‌های نواری دیوار شبستان اشاره کرد که با نمایی از قوس جناغی تند جلوه گر فضای داخلی می‌شود.

## خصوصیات و تزیینات
از تزیینات بنا می‌توان به نوع سرستون‌های چوبی و تابلوهای تعبیه شده در قاب گچ بری‌های داخلی شبستان اشاره کرد که نوع خط تابلوها عبری و در جایی جای دیوارها و اطراف محراب جلوه پردازی می‌کند و نوع سر ستون‌ها معمول و بومی محل می‌باشد و مشابه بسیاری از سر ستو نهای مساجد منطقه می‌باشد
از خصو صیات بارز بنا دوقسمته بودن محراب ان می‌باشد که طبق بررسی‌های به عمل آمده قسمت جلو به قرار دادن جا نمازها و کتاب‌های مقدس و قسمت پشتی ان به محل دعا کردن و نیایش اختصاص یافته‌است.

## مرمت و بازسازی
در سال ۱۳۹۱ این بنا بازسازی شد و قسمتی از بنا که تخریب شده بود به حالت اولیه یازگردانده شد.